# 蘇切韋尼鄉
46°1′N 28°2′E / 46.017°N 28.033°E
蘇切韋尼鄉（羅馬尼亞語：Comuna Suceveni, Galați），是羅馬尼亞的鄉份，位於該國東部，由加拉茨縣負責管轄，面積70平方公里，海拔高度86米，2007年人口2,063，人口密度每平方公里29人。